# 蒂特·韦希

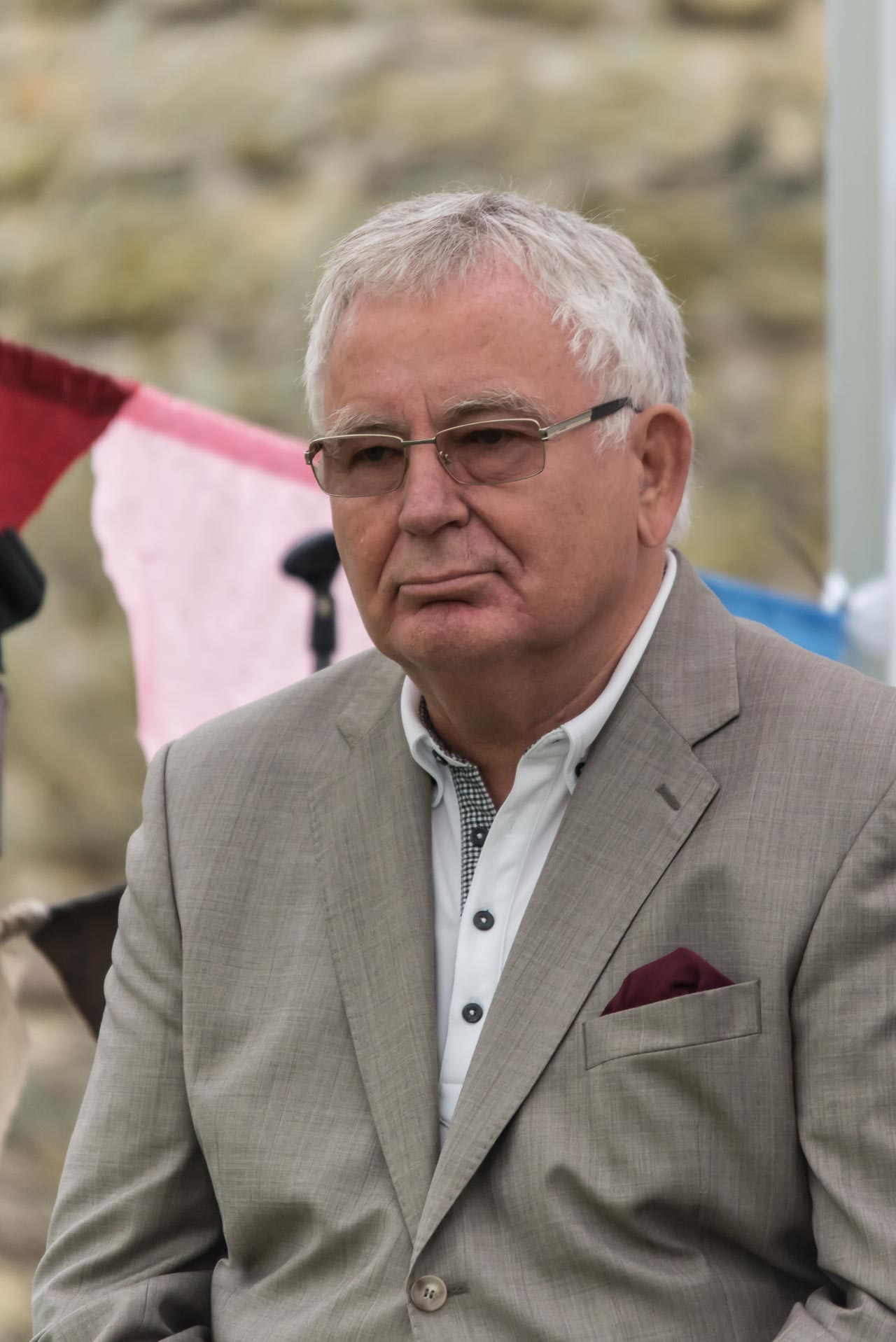
蒂特·韦希

蒂特·韦希（1947年1月10日—），爱沙尼亚政治家，1992年在該國过渡政府期间曾代理几个月爱沙尼亚总理，後於1995年至1997年間正式出任总理。

## 生平
韦希出生于爱沙尼亚瓦尔加，毕业于塔林理工大学，获得工程学学位。毕业后至1992年，在瓦尔加运输公司担任高级管理人员。
爱沙尼亚民族独立运动期间，韦希任爱沙尼亚人民阵线瓦尔加县委员会领袖，1989年，他被任命为交通和通讯部长一职担任到1992年1月。在他担任交通部长期间，他与北欧国家的交通部门建立了紧密的联系，和其他两个波罗的海国家在运输相关的问题上改善了关系。他将莫斯科控制的爱沙尼亚的机场、铁路和港口转移回爱沙尼亚政府控制。
爱沙尼亚在1991年独立后不久，韦希被任命为政府的特别代表，处理爱沙尼亚东北部地区居住着的俄罗斯族。1992年1月30日，接替埃德加·萨维萨尔担任第二任过渡政府总理，实行更加自由的市场经济政策，1992年6月发行了爱沙尼亚货币克朗，成立了爱沙尼亚私有化机构，开始了国有资产的私有化。他没有参加1992年9月20日的议会选举，10月21日卸任。
1993年，韦希当选为爱沙尼亚联盟党主席。1995年3月的议会选举中，由爱沙尼亚联盟党和爱沙尼亚人民联盟组成的KMU联盟获得胜利，作为联盟党领袖，总统伦纳特·梅里提名韦希组建政府。他与爱沙尼亚中心党组成联合政府，在1995年4月17日宣誓就职 。 
1995年10月11日，几位部长从内阁辞职，导致爱沙尼亚中心党退出联合政府。1995年11月7日，韦希改组政府，爱沙尼亚改革党加入政府，但合作持续了不到一年，1996年11月20日，六个部长，包括外交部长西姆·卡拉斯辞职，导致联盟党和改革党的联合政府崩溃。1996年12月1日，韦希再次改组政府，部长全部由自己的联盟党成员担任，1997年2月25日在党内的压力下被迫辞职。三天后，2月27日马特·西曼接任总理。2001年，爱沙尼亚联盟党解散。

## 荣誉
- 爱沙尼亚二等国徽勋章（英语：Order of the National Coat of Arms）（2001年2月2日批准，2001年2月23日颁发[5]）